# Льодовикове озеро Мінонг

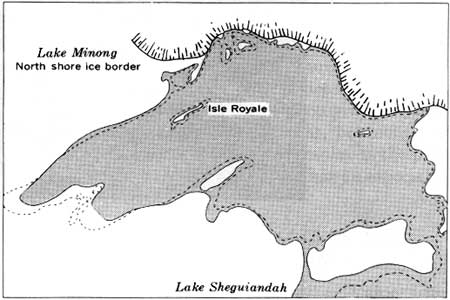
Мапа озер Мінонг та Дулут

Льодовикове озеро Мінонг — льодовикове озеро, що утворилося в басейні озера Верхнє під час Вісконсинского заледеніння близько 10 000 років тому. Це був останній льодовиковий період, що покривав Мічиган і охоплював лише частину верхнього півострова. Озеро Мінонг утворилось в східній частині басейну озера Верхнє, а озеро Дулут було в західній частині. Озера були відокремлені коли льодовик досяг Верхнього півострова. Озеро Мінонг зазнало трансгресії на північ, після відступу льодовика 9 800 років тому. Після сходження льодовика з півострова Ківіно озера Дулут і Мінонг об'єднались.
Скидання води в озеро Гурон річкою Сент-Мері розпочалось 10 200 років тому.